# Neufchâtel-sur-Aisne
Neufchâtel-sur-Aisne è un comune francese di 432 abitanti situato nel dipartimento dell'Aisne della regione dell'Alta Francia.

## Società
.

### Evoluzione demografica
Abitanti censiti